# Jerzy Lewakowski
Jerzy Wiktor Lewakowski, ps. „Vocarelli X” (ur. 23 marca 1891 we Lwowie, zm. 9–11 kwietnia 1940 w Katyniu) – podpułkownik geograf Wojska Polskiego, ofiara zbrodni katyńskiej.

## Życiorys
Syn Aleksandra i Eugenii Dębickiej. Jego żoną była Jadwiga Czarnecka. Miał syna, Johna Janusza Lewakowskiego, ur. 3 lipca 1923 w Warszawie.

### Służba w C.K. Armii
W czasie I wojny światowej zmobilizowany został do cesarskiej i królewskiej armii i przydzielony do Szkoły Oficerów Rezerwowych w Pradze, a później do 2 Brygady Artylerii Fortecznej w Krakowie i służył w regimencie artylerii fortecznej nr 2. Po restrukturyzacji artylerii austro-węgierskiej pod koniec 1917 pułk ten został przemianowany na regiment artylerii ciężkiej nr 2. Walczył na froncie rosyjskim, serbskim, rumuńskim i włoskim.

### Służba w Wojsku Polskim
31 października w momencie wybuchu „Bezkrwawej Rewolucji w Krakowie” i przejęciu władzy przez oddziały polskie, jako najstarszy oficer polskiego pochodzenia, przejął sprzęt artyleryjski znajdujący się w regimencie artylerii ciężkiej nr 2 oraz jego koszary znajdujące się przy ul. Montelupich. Tego samego dnia pułk artylerii ciężkiej nr 2 stał się pierwszym pułkiem artylerii Wojska Polskiego pod jego komendą. 4 listopada 1918 został mianowany przez gen. Bolesława Roję dowódcą pociągu pancernego nr 2 „Śmiały” powstałego z podzielenia austro-węgierskiego pociągu pancernego zdobytego w nocy z 30 na 31 października 1918 r. w Bieżanowie przez grupę Badziocha. 11 i 12 listopada 1918 r. dowodził pociągiem podczas zdobywania Przemyśla i wsławił się atakiem pociągu przez most kolejowy na Sanie, na silnie umocnione pozycje ukraińskie, otwierając drogę piechocie do przeprawy na drugi brzeg rzeki. W maju 1920 przeniesiony został do Korpusu Kadetów Nr 1 w Łobzowie, w charakterze wykładowcy i instruktora. W sierpniu i wrześniu 1920, w czasie wojny z bolszewikami, służył w Sztabie 1 Armii na stanowisku referenta Oddziału III Operacyjnego.
W latach 1920–1926 pełnił służbę w:
- Wydziale Szkolenia Departamentu I Broni Głównych i Wojsk Taborowych Ministerstwa Spraw Wojskowych,
- Wydziale I Regulaminów i Wyszkolenia Oddziału III Sztabu Generalnego WP na stanowisku kierownika Referatu Regulaminów (szefem Wydziału I był wówczas ppłk SG Janusz Gąsiorowski, a kierownikiem Referatu Wyszkolenia - kpt. SG Marian Porwit),
- Szkole Podchorążych Rezerwy Artylerii na stanowisku instruktora,
- Szkole Podchorążych Piechoty w Warszawie na stanowisku instruktora artylerii,
- Referacie Przysposobienia Wojskowego w Warszawie na stanowisku kierownika referatu.

Do czasu przeniesienia z korpusu oficerów artylerii do korpusu oficerów geografów, pozostawał oficerem nadetatowym 5 pułku artylerii ciężkiej w Krakowie.
16 maja 1926 roku wyznaczony został na stanowisko kierownika Samodzielnego Referatu Organizacyjno-Mobilizacyjnego Wojskowego Instytutu Geograficznego w Warszawie. W latach 1932–1939 był zastępcą komendanta Wojskowego Instytutu Geograficznego by 25 sierpnia na tydzień przed rozpoczęciem II wojny światowej objąć funkcję komendanta tegoż instytutu. Był autorem podręczników do nauki terenoznawstwa i kartografii wojskowej. W 1933 został awansowany do stopnia podpułkownika.
W czasie kampanii wrześniowej 1939, po kapitulacji obrońców Lwowa, 17 października 1939 w miejscowości Dubno dostał się do niewoli sowieckiej. 22 i 28 października 1939 znajdował się na liście osadzonych w obozie jenieckim w Putywlu , a w listopadzie 1939 został przeniesiony do obozu w Kozielsku. Między 7 a 9 kwietnia 1940 przekazany do dyspozycji naczelnika Zarządu NKWD Obwodu Smoleńskiego – lista wywózkowa 015/2 z 5 kwietnia 1940. Został zamordowany między 9 a 11 kwietnia 1940 w Lesie Katyńskim przez funkcjonariuszy Obwodowego Zarządu NKWD w Smoleńsku oraz pracowników NKWD przybyłych z Moskwy na mocy decyzji Biura Politycznego KC WKP(b) z 5 marca 1940. Ofiary tej zbrodni grzebano w bezimiennych mogiłach zbiorowych, gdzie od 28 lipca 2000 mieści się oficjalnie Polski Cmentarz Wojenny w Katyniu. W miejscu tym prowadzone były ekshumacje i prace archeologiczne. Jerzy Wiktor Lewakowski został zidentyfikowany podczas ekshumacji nadzorowanych przez Niemców w 1943 pod numerem 4011 (raport dzienny z 5 czerwca 1943). Przy jego szczątkach znaleziono: telegram, 3 pocztówki oraz świadectwo szczep. w Kozielsku. Figuruje na liście Komisji Technicznej PCK pod numerem 04011. W Archiwum Robla w pakietach 01872-02, 03 wymieniony (bez imienia) na liście obozu w Putywlu „Pokój nr 7 Gorodok”, a także w spisie adresowym znalezionym przy szczątkach Zygmunta Gosiewskiego.
5 października 2007 minister obrony narodowej Aleksander Szczygło mianował go pośmiertnie na stopień pułkownika. Awans został ogłoszony 9 listopada 2007 w Warszawie, w trakcie uroczystości „Katyń Pamiętamy – Uczcijmy Pamięć Bohaterów”.

## Awanse
- chorąży – 1 maja 1915
- podporucznik – 1 stycznia 1916
- porucznik – 1 lutego 1918
- kapitan – zweryfikowany w 1922 ze starszeństwem z dniem 1 czerwca 1919
- major – 1 grudnia 1924 ze starszeństwem z dniem 15 sierpnia 1924 i 59 lokatą w korpusie oficerów zawodowych artylerii
- podpułkownik – 12 marca 1933 ze starszeństwem z dniem 1 stycznia 1933 i 1 lokatą w korpusie oficerów geografów
- pułkownik – pośmiertnie 5 października 2007

## Ordery i odznaczenia
- Medal Niepodległości (24 października 1931)[14]
- Srebrny Krzyż Zasługi (2 marca 1925)[15]
- Medal Pamiątkowy za Wojnę 1918–1921[1]
- Medal Dziesięciolecia Odzyskanej Niepodległości
- Brązowy Medal za Długoletnią Służbę
- Odznaka Honorowa „Orlęta”
- Odznaka Pamiątkowa Dawnych Harcerzy Małopolskich (1937)[16]

## Publikacje
Był autorem następujących dokumentów:
- Terenoznawstwo i Kartografia Wojskowa: Podręcznik Dla Organizacyi Wojskowych i Drużyn Skautowych, Lwów: nakł. Związku Polskich Gimnast. Towarzystw Sokolich, 1916.
- Klucz znaków przyjętych rosyjskiej mapy wojskowo-topograficznej 1: 26.000, Lwów: Związek Polskich Gimnastycznych Towarzystw Sokolich, 1914.
- Mapa Terenów Powodzi w Lipcowej 1934 Roku, Warszawa: Wojskowy Instytut Geograficzny, 1935.
- Karabin "Mannlicher" (zwięzły opis z tablicą) Lwów: Związek Polskich Gimnastycznych Towarzystw Sokolich, 1913.
- Klucz Znaków Przyjętych Dla Map Austrjackich: 1:75.000 i 1:200.000; Pruskich: 1:100.000 i 1:200.000; Rosyjskich: 1:84.000 i 1:126.000, Warszawa ; Kraków: J. Czernecki, [1920].
- Klucz Znaków Przyjętych Dla Map Austrjackich, Pruskich, Rosyjskich, Warszawa; Kraków: nakł. Księgarni J. Czerneckiego, [post 1905].
- Klucz Znaków Przyjętych Rosyjskiej Mapy Wojskowo-Topograficznej 1:126.000, [Lwów]: nakł. Związku Polskich Gimnast. Towarzystw Sokolich, [1914].
- Terenoznawstwo i Kartografja Wojskowa, Warszawa ; Kraków: nakł. Księgarni J. Czarneckiego, 1920.
- Na Kartograficznym I Pomiarowym Ekranie Abisynii, Warszawa: [s.n.], 1936.
- Terenoznawstwo i Kartografia Wojskowa. Lwów: Zwiaązek Polskich Gmin. Tow. sokolich, 1916.
- Wiadomości Służby Geograficznej. Warszawa: Wojskowy Instytut Geograficzny, 1927.
- Wiadomości Służby Geograficznej 1929 z. 3-4, Wojskowy Instytut Geograficzny Warszawa Sekcja Geograficzna Towarzystwa Wiedzy Wojskowej 1929.
- Wiadomości Służby Geograficznej 1931 z. 3, Wojskowy Instytut Geograficzny Warszawa Sekcja Geograficzna Towarzystwa Wiedzy Wojskowej 1931.
- Wiadomości Służby Geograficznej 1930 z. 1, Wojskowy Instytut Geograficzny Warszawa Sekcja Geograficzna Towarzystwa Wiedzy Wojskowej 1930.
- Wiadomości Służby Geograficznej 1931 z. 4, Wojskowy Instytut Geograficzny Warszawa Sekcja Geograficzna Towarzystwa Wiedzy Wojskowej 1931.
- Wiadomości Służby Geograficznej 1931 z. 1, Wojskowy Instytut Geograficzny Warszawa Sekcja Geograficzna Towarzystwa Wiedzy Wojskowej 1931.
- Wiadomości Służby Geograficznej 1931 z. 2, Wojskowy Instytut Geograficzny Warszawa Sekcja Geograficzna Towarzystwa Wiedzy Wojskowej 1931.
- Wiadomości Służby Geograficznej 1937 z. 3-4, Sekcja Geograficzna Towarzystwa Wiedzy Wojskowej Warszawa 1937.